# 永林寺 (八王子市)
永林寺（えいりんじ）は、東京都八王子市にある曹洞宗の寺院。

## 歴史
1532年（天文元年）、大石定久の開基である。当地は元々「由木城」という城で、定久が居城としていた。定久が滝山城に移ったので、旧由木城を叔父で出家していた一種長純に譲った。一種長純はこれをもとに寺を創建した。これが当寺の起源である。
1546年（天文15年）、定久の養子になっていた北条氏照が諸伽藍を整備した。
1591年（天正19年）、後北条氏に代わり関東の新領主となった徳川家康が当寺を参詣し、朱印10石、公卿10万石の格式を与えた。これまでは「永麟寺」という名称であったが、この時に「永林寺」に改称した。
墓地には、大石定久夫妻の墓がある。

## 交通アクセス
- 路線バス京王バス 由木中央小学校より徒歩3分。